# Mazaleón

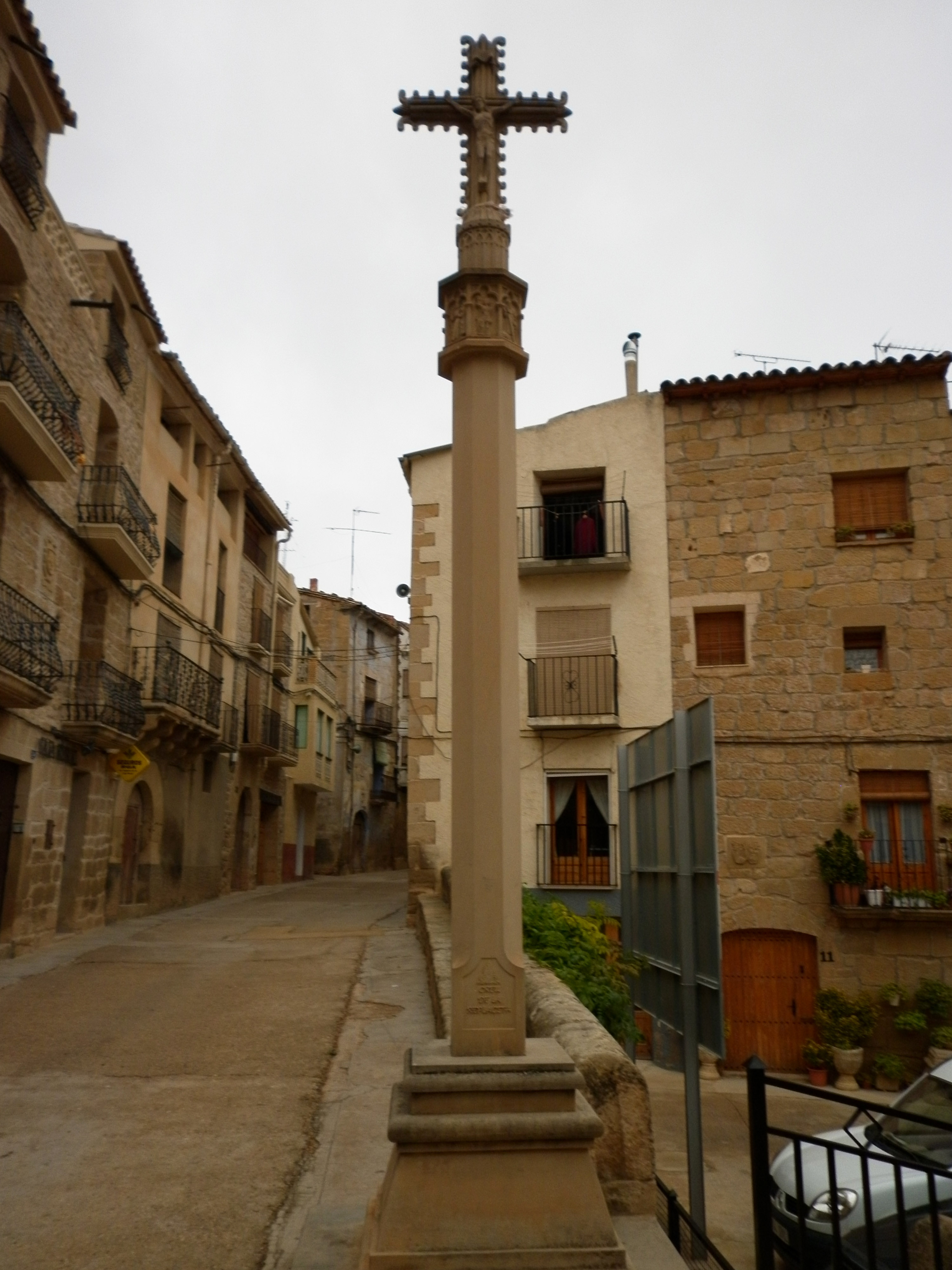
Kreuz in Mazaleón

Mazaleón (katalanisch: Massalió) ist eine spanische Gemeinde in der Provinz Teruel der Autonomen Region Aragón. Sie liegt im Norden der Comarca Matarraña (Matarranya) im überwiegend katalanischsprachigen Gebiet der Franja de Aragón am Rio Matarraña südlich von Maella an der Straße A-1412. 2024 hatte die Gemeinde 481 Einwohner.

## Toponymie
Der Name der Gemeinde leitet sich vom arabischen manzil al-'ayún منرل العيون ab. In der spanischen Übertragung wurde daraus Mazaleón, ein Ortsname, dessen Deutung sich auch im Gemeindewappen widerspiegelt: ein Löwe (spanisch: león), der einen Streitkolben (spanisch: maza) hält.

## Geschichte

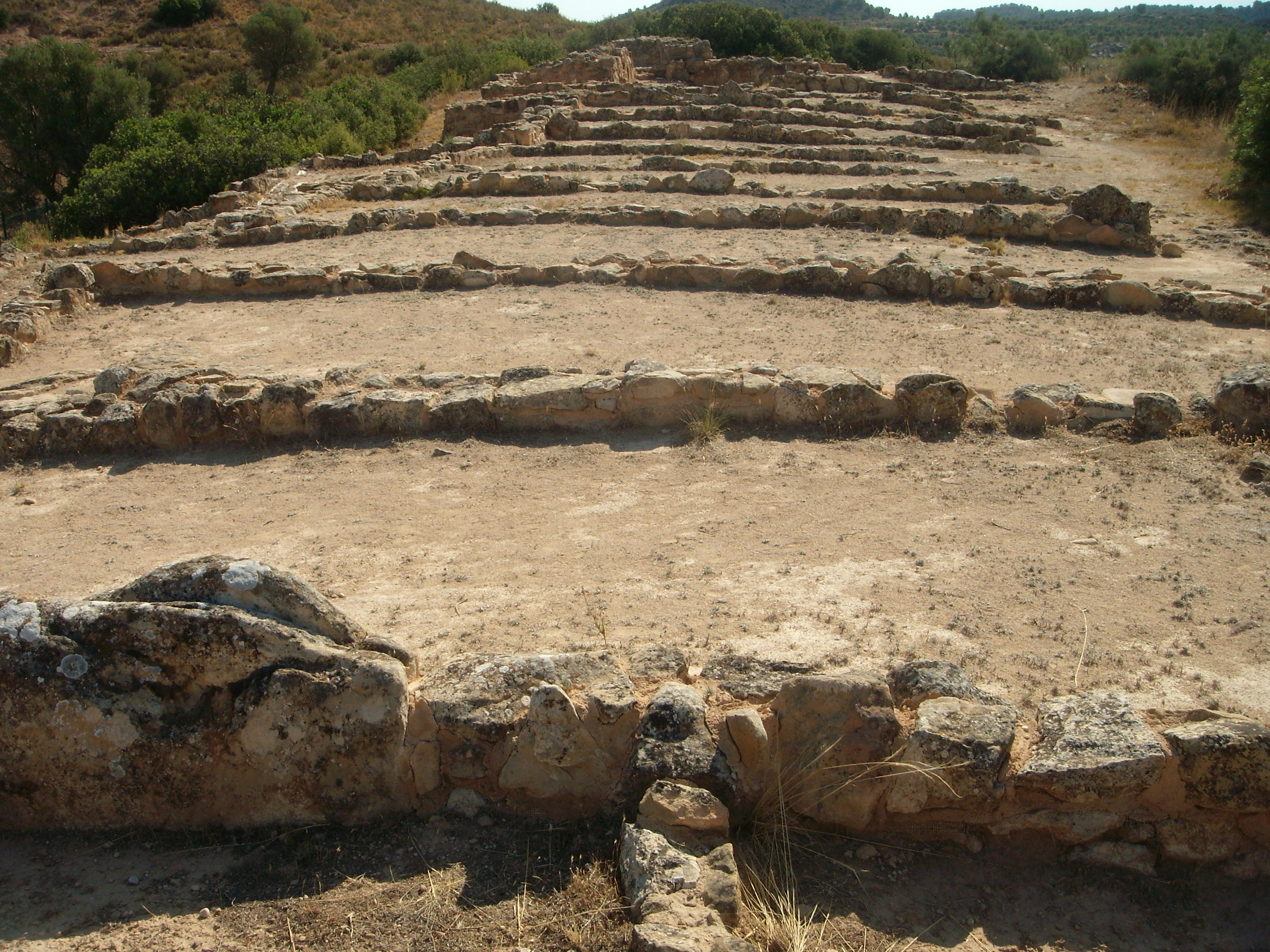
Die präiberische Siedlung

Die Gegend des heutigen Landkreises Matarraña war seit jeher eine geografische Region, die ein Bindeglied oder einen Grenzbereich zwischen der Mittelmeerküste und dem Landesinneren darstellte. Die Besiedelung auf dem Gemeindegebiet Mazaleóns reicht bis in frühgeschichtliche Zeit ins 5. Jahrhundert v. Chr. zurück. Die Reste einer voriberischen Siedlung mit einer Nekropole befinden sich direkt neben der Einsiedelei von San Cristóbal, die von Mazaleón aus gesehen auf einem Hügel jenseits des Flusses Matarraña steht. Erst mit der Ankunft der Römer im Jahre 218 v. Chr. wurden die Siedlungen in der Region aufgegeben.
Im Mittelalter wurden die Grundlagen für die heutige Aufteilung des Landkreises geschaffen, als Mazaleón im Jahr 1179 gemeinsam mit Nachbargemeinden wie Fuentespalda, Valderrobres, Torre del Compte und Beceite an den Erzbischof von Saragossa fiel. In dieser Zeit wurde Mazaleón von einer Burganlage dominiert, von der nur mehr Mauerreste und die Ölpressen der Burg erhalten sind, in denen die Bewohner das Olivenöl aufbewahrten aus dem der Zehnt aufgebracht wurde, der an den Herrn der Ortschaft, den Erzbischof, entrichtet werden musste.
Während der Frühen Neuzeit manifestierte sich die wachsende Macht der Gemeinde im Bau einer Kirche im 14. Jahrhundert und eines Rathauses im 16. Jahrhundert. Die wirtschaftlichen Grundlagen für den Aufschwung lieferte eine spezielle Form der Ölproduktion, bei der eine große Anzahl von Ölpressen über einen Zeitrahmen von acht bis neun Monaten eingesetzt wurde.

## Einwohnerentwicklung
| 1991 | 1996 | 2001 | 2004 | 2014 | 2017 |
| ---- | ---- | ---- | ---- | ---- | ---- |
| 629  | 608  | 604  | 587  | 540  | 543  |

## Verkehr
Mazaleón liegt an der Landstraße A-1412, 11 Kilometer südlich der Nachbarstadt Maella und 14 Kilometer nordwestlich von Calaceite. Die nächstgelegene Bahnstation ist in Caspe, 32 Kilometer von Mazaleón entfernt. Die Gemeinde selbst wird lediglich von einer regionalen Buslinie angefahren. Drei Flughäfen befinden sich in erreichbarer Nähe von Mazaleón: Barcelona El Prat (198 Kilometer; 2,5 Stunden Fahrzeit), Flughafen Saragossa (147 Kilometer; 1,75 Stunden), Flughafen Reus (110 Kilometer; 1,5 Stunden).

## Sehenswürdigkeiten

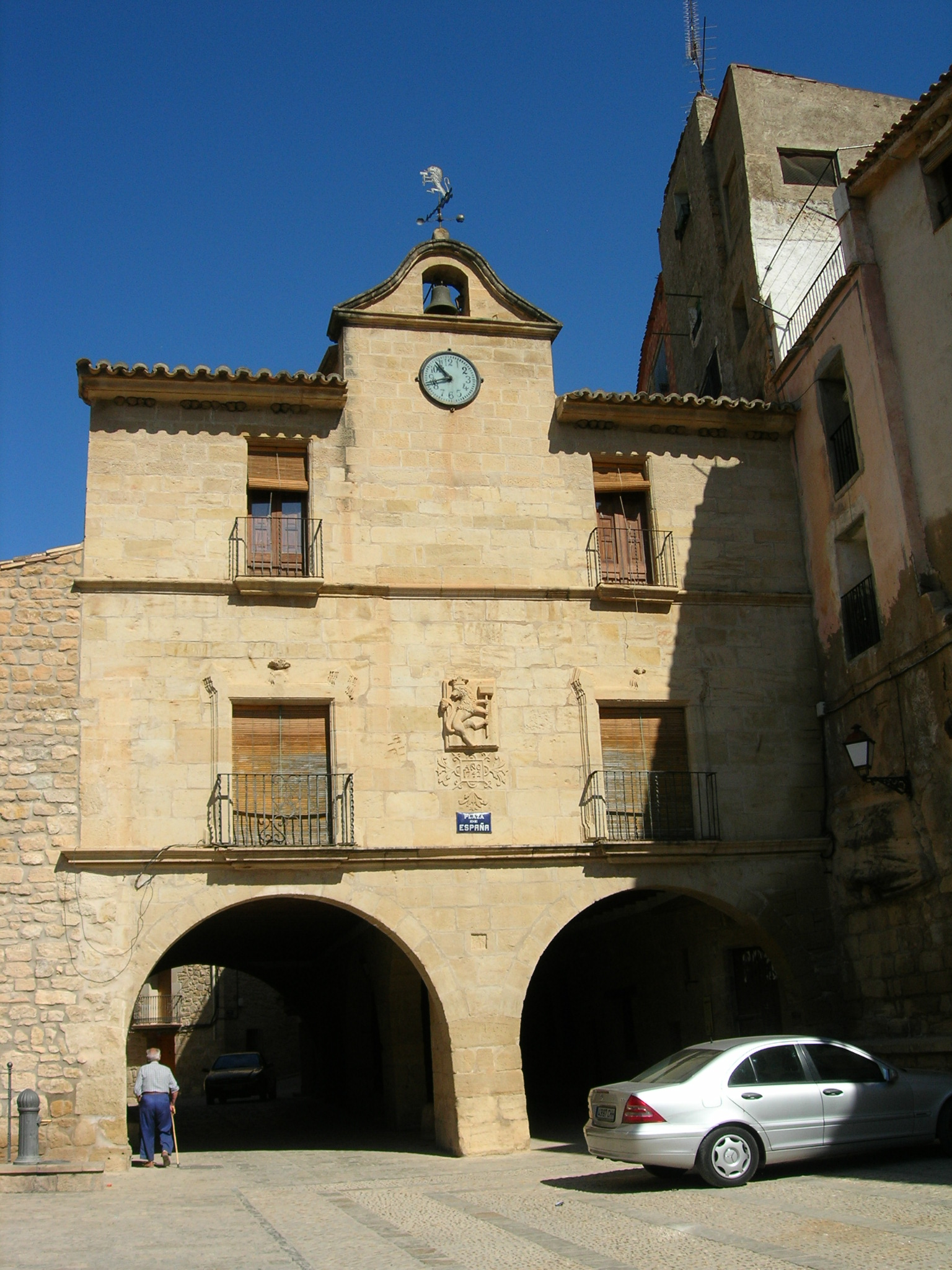
Die Casa consistorial

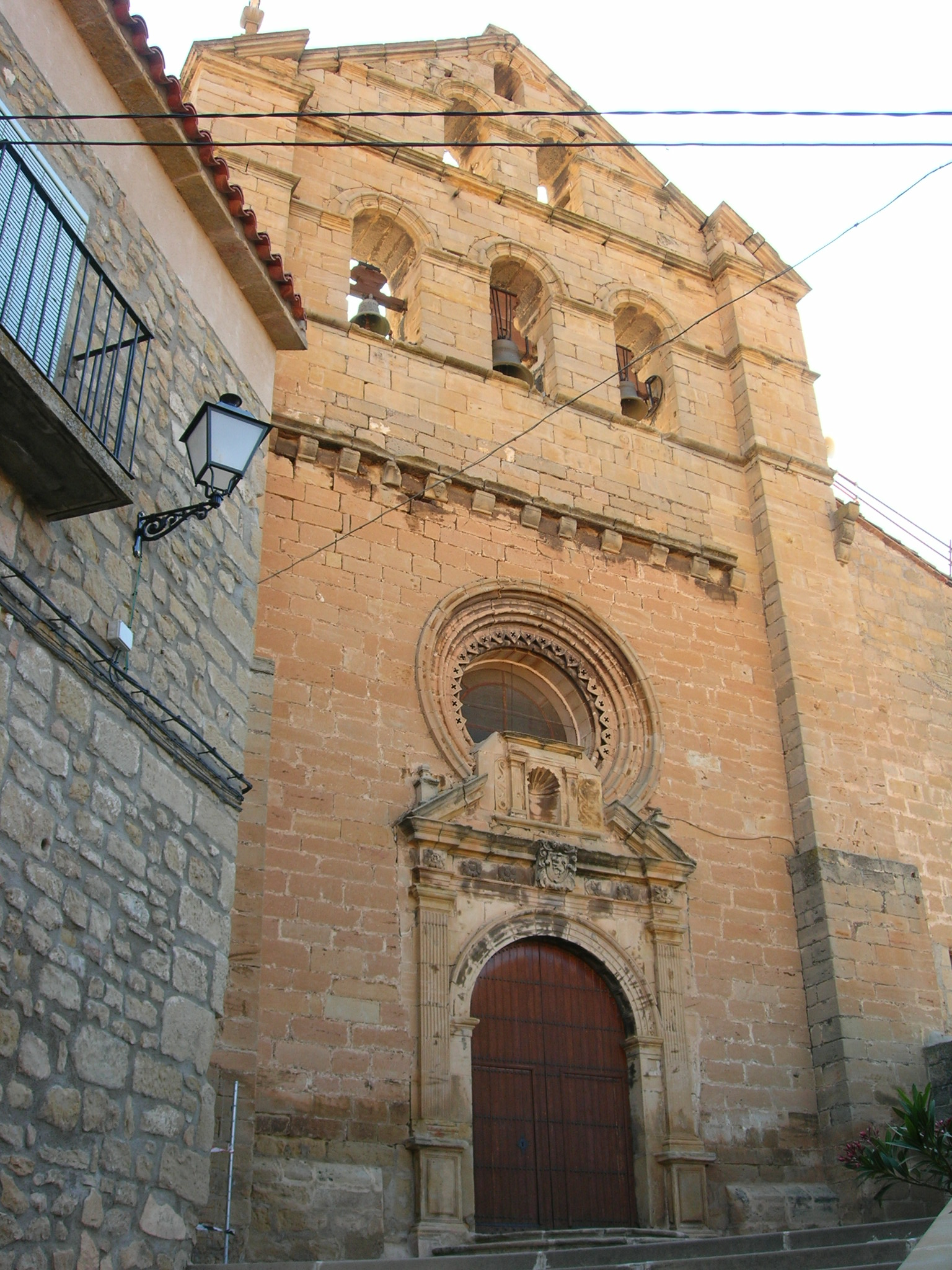
Fassade der Kirche

- Das Rathaus von Mazaleón (Casa consistorial) besteht aus Natursteinmauerwerk auf rechteckigem Grundriss und drei Stockwerken. Es wurde im 16. Jahrhundert erbaut und später im 18. Jahrhundert erweitert. Es weist zwei freie Fassaden auf, eine davon auf der Seite der Plaza Mayor. Das Erdgeschoss des Gebäudes besteht aus einer offenen Durchgangshalle, die auf der Seite der Plaza Mayor zwei symmetrische Bögen sowie auf der Seite der Calle Ramón y Cajal einen einzelnen Bogen besitzt. Im Innenbereich des Durchgangs befindet sich links von der Hauptfassade gesehen links ein Bogentor aus Quadermauerwerk, über dem das Gemeindewappen zu sehen ist. Durch das Tor erreicht man einen kleinen Innenhof mit einer Treppe, die nachträglich erbaut wurde. Im ersten Stock befinden sich die Einrichtungen des Rathauses sowie die ursprünglichen Arrestzellen. An dieser Stelle befand sich der frühere Zugang zum Rathaus über eine schmale Außentreppe, die heute nicht mehr vorhanden ist. Auch das obere Stockwerk wurde über die Jahre der Vergangenheit mehrfach umgestaltet. Dort befindet sich eine Tür, die auf die Calle Isidoro Amela führt. Die Hauptfassade, die an der Plaza Mayor steht, weist horizontale Trennelemente der Stockwerke auf. An den beiden oberen Stockwerken öffnen sich jeweils zwei kleine Balkone. Auf Höhe des ersten Stockes ist zwischen diesen das Gemeindewappen angebracht: ein Löwe, der einen Streitkolben hält über der Jahreszahl 1742. Auf der Fassade am Giebel des obersten Stockes wurde eine moderne Uhr installiert. Das Rathaus steht seit dem Jahr 2001 unter Denkmalschutz.[5]
- Die ebenfalls denkmalgeschützte Kirche Santa Maria la Mayor.[6]
- Einsiedelei San Cristobal
- Präiberische Ruinen
- Brücke über den Matarraña